# 聖闘士星矢 真紅の少年伝説
『聖闘士星矢 真紅の少年伝説』（セイントセイヤ しんくのしょうねんでんせつ）は、1988年7月23日に公開された『聖闘士星矢』シリーズの劇場公開作品第3弾。
同時上映は『魁!!男塾』。

## 解説
通常の東映まんがまつりの枠を離れて、週刊少年ジャンプ創刊20周年記念企画として上映された作品。前2作の45分から約1.5倍の70分へと大幅に上映時間を引き延ばし、東映まんがまつり枠での『聖闘士星矢』の劇場版4作の中でも最大のヒット作品となった。作画監督の荒木伸吾がキャラクターデザインを手がけたアベルの端整な描写、原作およびテレビシリーズの十二宮編で命を落とした黄金聖闘士たちの再登場もファンの間で話題に昇った。テレビシリーズではアスガルド編で初登場となった星矢たちの新生聖衣が劇場版に初登場することでも注目された。またテレビシリーズでのポセイドン編に先駆け、星矢に加えて紫龍と氷河も黄金聖衣を装着するといった見せ場も用意された。また、十二宮編で死亡したサガら5人の黄金聖闘士が敵として復活するという展開もあるが、こちらは原作のハーデス編に逆輸入されており、本作での展開はパラレルなものとなっている。
本作と前作『神々の熱き戦い』は、完全オリジナルの物語でありながら『聖闘士星矢』の原作の世界観を崩すことなく物語を成立させたとして、ファンからの評価が高い。これら2作の監督を務めた山内重保はその手腕を買われ、後にOVA『冥王ハーデス十二宮編』中のオリジナルエピソードにおいても監督に起用された。
本作オリジナルキャラクターのアベルも、端麗な描写で話題となった。後の玩具シリーズ「聖闘士聖衣神話」展開後に実施された商品化希望アンケートでは、ほぼすべての国で1位に選ばれたほどの人気で、2017年に限定品ながら「聖闘士聖衣神話」ブランドで玩具化された。

## あらすじ
アテナの兄、伝説の太陽神アベルが復活。地上世界を神々の手に委ねるため、大洪水を起こして人類を粛清することを目論む。それを阻止せんとしたアテナ・城戸沙織は、逆にアベルの手により死の国へ墜とされてしまう。アテナを救うために聖域の禁断の地ディグニティヒルに乗り込む星矢たちだが、彼らの行く手を十二宮戦で死んだはずのサガたち黄金聖闘士、そして神話の時代からアベルを守るコロナの聖闘士たちが阻む。かつてない強敵を迎え、星矢たちの最大の激戦が始まる。

## ゲストキャラクター
太陽神フォェボス・アベル
声 - 広川太一郎
ゼウスの子でアテナの兄。青の髪に青の瞳をしている。父と並ぶほどの力を持ち、かつて神々共有の地となった地上界を支配しようと自ら太陽神の地位に就いたため、その野望を恐れたゼウスやアポロン兄により歴史の闇に葬られた。現代において復活を遂げ、穢れた人類を滅ぼし、自らが地上を支配することを目論む。地球に火山の噴火、洪水といった天変地異を起こしたり、魂をエリシオンに導くこともできる。さらには強大な小宇宙による防御壁でいかなる攻撃も跳ね返したり、人や神さえの思考を読み取れる力も持つ。射手座の黄金聖衣を纏った星矢の黄金の矢によって左胸を射抜かれ、コロナ神殿の崩壊に飲み込まれる。
後の劇場版『最終聖戦の戦士たち』にも亡霊のような姿で登場。生前と変わらぬ黄金の小宇宙を発し、火山の噴火を引き起こして地上を破壊した。このときは星矢にルシファーに屈服したことを驚かれていた。

### コロナの聖闘士
黄金・白銀・青銅いずれの階級にも属さず、神話の時代より太陽神に仕えるべく選ばれた聖闘士。太陽の力の象徴でもある。3人しかいないが、その実力は黄金聖闘士をも凌駕する。その聖衣はコロナの聖衣と呼ばれ、アテナではなく太陽神アベルから与えられたもので、アテナの聖闘士のいかなる攻撃も受け付けない防御力を誇る。なお聖闘士の総数の内訳は黄金が12人、白銀が24人、青銅が48人という設定があり、階級外の端数が4人いることから、この端数中にコロナの聖闘士が存在するとの説もある。
りゅうこつ座（カリナ）のアトラス
声 - 神谷明
技：バーニング・コロナ
コロナの聖闘士のリーダー格。不敵でしたたかな実力者で、アベルを最高神と崇めて絶対の信頼と忠誠を誓っている。アテナを黄泉の国へと葬ったアベルに刃向った黄金聖闘士のカミュ、シュラの二人をベレニケやジャオウとの三人連携攻撃で仕留める。相手を体内から燃やし尽くすバーニング・コロナを駆使し、瞬、一輝を倒す。後半では満身創痍の青銅聖闘士5人を破り、一度はアベルに勝利を報告しようとしたが、天秤座、水瓶座の黄金聖衣を纏い再び立ち上がった紫龍、氷河の一撃を喰らい、さらに同じく射手座の黄金聖衣を纏った星矢のペガサス彗星拳を受け、敗れる。
かみのけ座（コーマ）のベレニケ
声 - 古川登志夫
技：ゴールデン・デスヘアー
自らの髪の毛で相手の動きを拘束・切断するゴールデン・デスヘアーで黄金聖闘士のカミュ、シュラの動きを止め、アトラス、ジャオウの連携攻撃で彼らを倒した。さらに紫龍を倒し、太陽神アベルのコロナの聖衣の前では氷河のダイヤモンドダスト、オーロラ・サンダー・アタックの凍気も受けつけなかったが、小宇宙を高めた氷河の一撃で粉々に粉砕される。
やまねこ座（リンクス）のジャオウ
声 - 森功至
技：シャイニング・ヘルクロウ
獣のように敏捷な動きと獰猛な拳の使い手。彼のみ、正装用の礼装を持たない。ベレニケのゴールデン・デスヘアーで動きを封じられた黄金聖闘士のカミュ、シュラをアトラスのバーニング･コロナ、自らのシャイニング・ヘルクロウの二段攻撃で倒す。星矢の小宇宙を高めるために敢えて星矢と拳を交え傷ついたサガと戦うが、渾身の力を振り絞ったギャラクシアンエクスプロージョンの自爆技の前に倒れる。

## スタッフ
- 原作 - 車田正美
- 製作総指揮 - 今田智憲
- 企画 - 籏野義文、森下孝三
- 製作担当 - 武田寛
- 脚本 - 菅良幸
- 音楽 - 横山菁児
- 美術監督 - 窪田忠雄、内川文広
- 作画監督 - 荒木伸吾
- 監督 - 山内重保

- 主題歌 - 『You are my reason to be〜愛は瞳の中に〜』
  - 作詞・作曲 - Patrick T.Hunt / 編曲 - Steve Deutsch / 歌 - 当山ひとみ, Oren Waters